# Skeppmora
Skeppmora is een plaats in de gemeente Ludvika in het landschap Dalarna en de provincie Dalarnas län in Zweden. De plaats heeft 98 inwoners (2005) en een oppervlakte van 45 hectare. De plaats ligt ongeveer 5 kilometer ten zuidwesten van de stad Ludvika.

## Verkeer en vervoer
Bij de plaats loopt de Riksväg 50.